# Gigg Lane
Gigg Lane, también conocido como Energy Check Stadium, es un estadio de fútbol en Bury, Gran Mánchester, Inglaterra. Fue construido por el Bury F.C. en 1885 y ha sido su casa desde entonces. Bury F.C. ha propuesto construir un nuevo estadio antes de 2021. El ambicioso plan del Bury es una capacidad esperada entre los 15 000 y 20 000 espectadores.

## Historia
El partido inaugural en Gigg Lane fue un amistoso entre Bury y Wigan el 12 de septiembre de 1885, con una victoria para el Bury por 4-3. El primer partido de liga fue una victoria 4–2 ante el Manchester City el 8 de septiembre de 1894, en la temporada 1894-95 de la Football League Second Division. El estadio ha tenido Iluminación permanente desde 1953, a pesar de que el primer partido con iluminación  tuvo lugar en 1889, antes de que la English Football League hubiera autorizado el uso de la iluminación en partidos competitivos.
La capacidad del estadio era de 35 000 espectadores y esta asistencia se logró cuando una multitud récord asistió al encuentro entre el Bury frente al Bolton Wanderers, en la tercera ronda de la FA Cup el 9 de enero de 1960. El partido acabó 1–1 y el Bury perdió el replay en el tiempo extra 4–2.
En 1986, Gigg Lane vio su más baja asistencia de solo 461 espectadores, para un partido correspondiente al Freight Rover Trophy contra el Tranmere Rovers. Nunca ha habido una asistencia a un partido de liga por debajo de los 1000 espectadores, a pesar de que la marca más cercana fue en 1984 con una multitud de 1096 espectadores, contra el Northampton Town.
La asistencia más alta en Gigg Lane fue registrada cuando el Bury se enfrentó de local a Manchester City el 12 de septiembre de 1997, con una asistencia de 11.216 espectadores.
El estadio fue renombrado a The JD Stadium en noviembre de 2013, después de que el Bury anunciara como nuevo patrocinador a JD Sports. El trato acabó en julio de 2015.
En 2016 fue anunciado que el club estaba planeando construir un nuevo estadio con capacidad de albergar entre 15 000–20 000  espectadores, el estadio se planeaba construir en el municipio metropolitano de Bury.

## Estructura e instalaciones

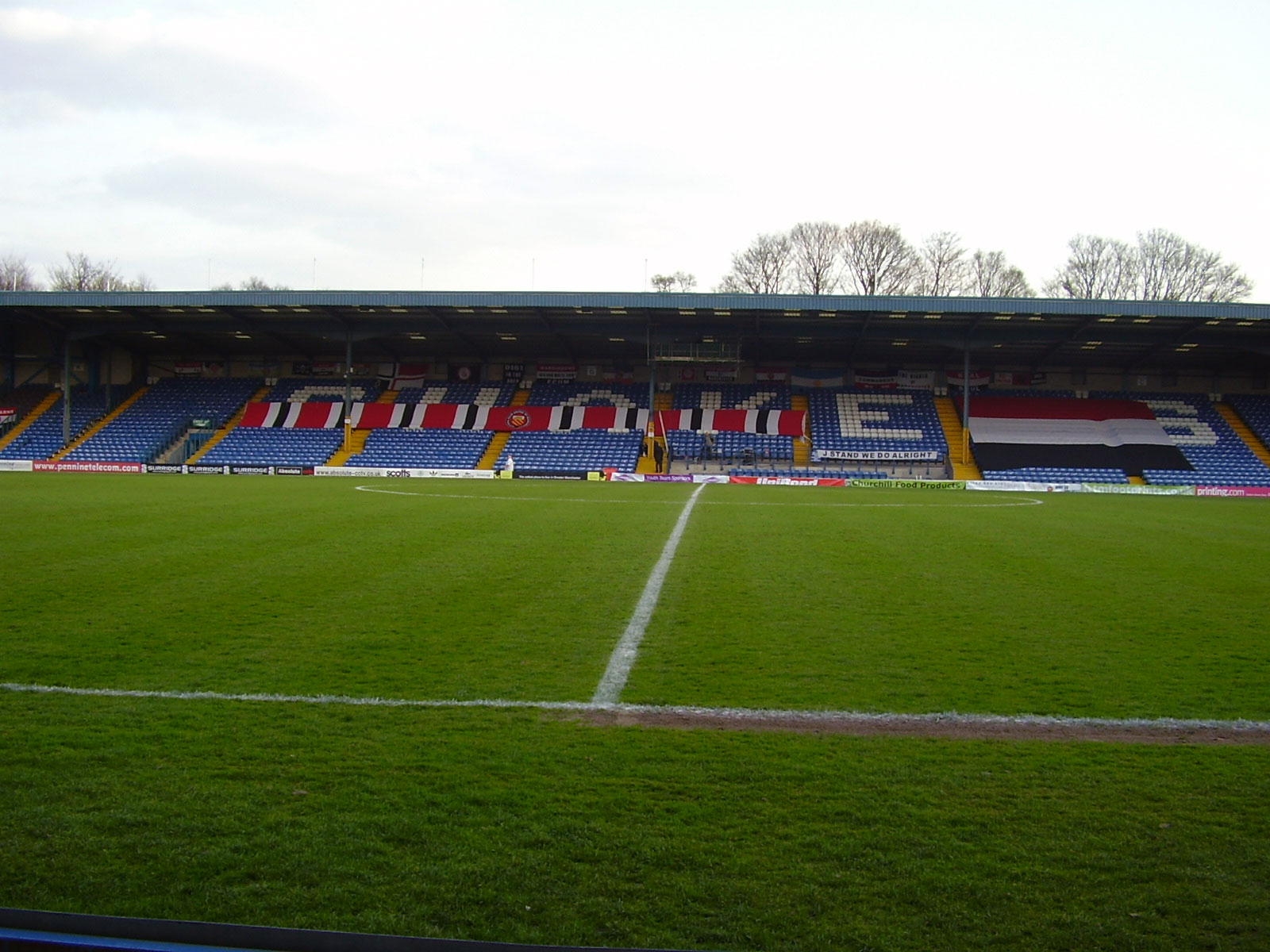
Imagen del estadio.

La capacidad oficial del estadio es de 12 500 espectadores (actualmente 11 840 debido a una segregación en la grada Les Hart). La grada del sur es la más grande y fue bautizada como "Les Hart Stand" en el verano de 2010. La grada contiene patrones de azul y blanco en los asientos, donde escribe "SHAKERS".
Después de que el Informe Taylor forzó a todos los clubes de la Football League para cambiar los estadios a recintos solo con asientos, el estadio empezó a remodelar las cuatro gradas en 1993, se comenzó con la grada "Cementery End" y la última sección fue demolida en 1999.
La grada "Manchester Road End" (con capacidad para 2100 espectadores) tenía el marcador electrónico del club (obtenido del estadio Filbert Street de Leicester City después de que este cerrara en 2002) hasta el año 2011. Un nuevo marcador fue colocado en la esquina sureste en el estadio unos cuantos meses más tarde.
La grada "Cementery End" (grada del lado este) tiene capacidad de 2500 espectadores.
En septiembre de 2015 una pantalla fue instalada en el lado derecho del Les Hart Stand. En los días de partido, el club muestra comerciales, los mejores momentos del partido y el marcador.
Hacia el fin de la temporada 2015–16, una valla fue construida entre las gradas Cementery End y Les Hart Stand en un intento de detener el aumento del hooliganismo en el club. Esta separa a los simpatizantes locales y visitantes.

## Otros usos
Manchester United y Bolton Wanderers han usado este estadio para partidos de los equipos reserva.
F. C. United of Manchester compartió este recinto desde la temporada 2005-06 hasta el 2014. Ellos se cambiaron a su propio recinto para la temporada 2015-16. F. C. United estableció su récord de asistencia de 6731 espectadores cuando jugaron contra el Brighton and Hove Albion en la FA Cup, el 8 de diciembre de 2010.
Algunos equipos han trasladado sus partidos de local al estadio, incluyendo el Preston North End, para un desempate de la League Cup en 1994. Los equipos Rossendale United y Radcliffe Borough jugaron un desempate de local de la FA Cup en el Gigg Lane contra el Bolton Wanderers (en 1971) y el York City, respectivamente.
En 1996, el estadio fue utilizado para la filmación de una película de televisión basada en la tragedia de Hillsborough de 1989, donde 96 simpatizantes del Liverpool murieron como consecuencia de un choque con las vallas del estadio. Hillsborough fue visto como una inadecuada ubicación para la película, en parte para evitar causar más angustia a los sobrevivientes y a las familias afectadas, y además debido a que Gigg Lane se asemeja más al Hillsborough de 1989, que el actual estadio siete años después de la tragedia debido a la reurbanización.
El estadio ha sido usado por muchos otros deportes además de fútbol, como en la Rugby League (Swinton Lions jugaron de local en Gigg Lane entre 1992 y 2002), críquet, béisbol y lacrosse.